# Euploea sylvester
Euploea sylvester är en art av fjäril som beskrevs 1793 av Johan Christian Fabricius. Den ingår i släktet Euploea och familjen praktfjärilar. Inga underarter finns listade i Catalogue of Life.

## Bildgalleri

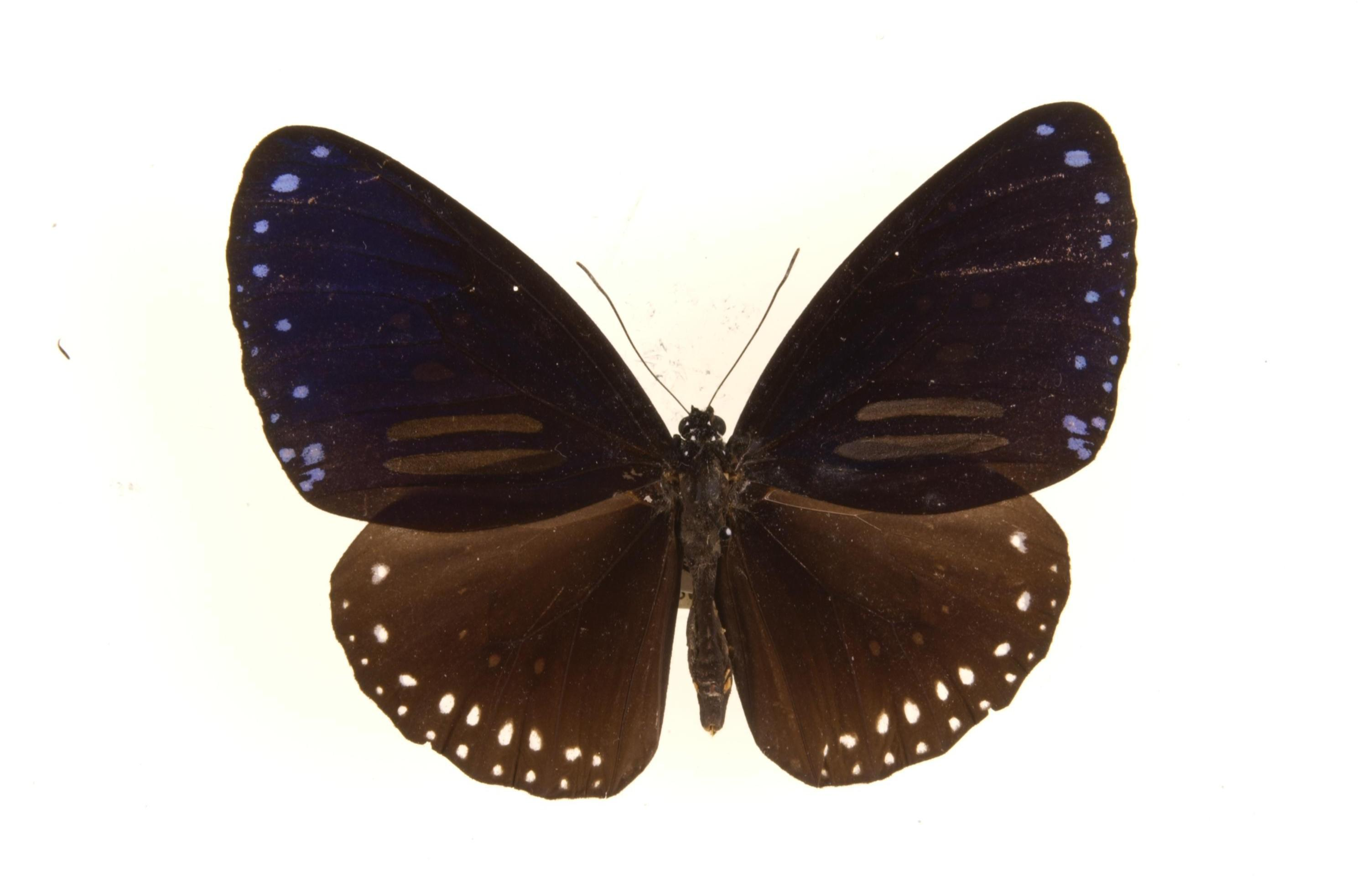
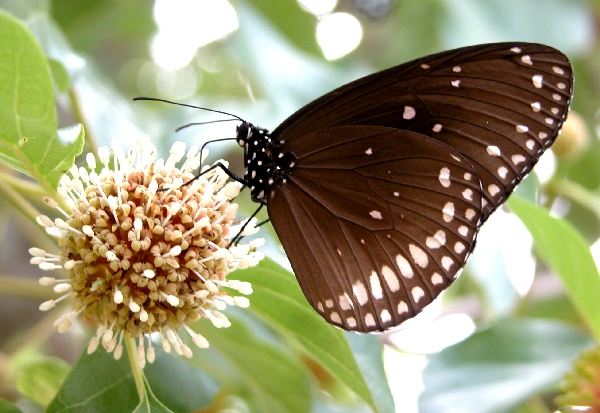